# Johannes Seidel
Johannes Seidel (* 15. November 1917 in Chemnitz; † 26. Juli 1988 in Berlin) war ein deutscher Politiker (SPD).
Johannes Seidel besuchte ein Gymnasium und legte das Abitur ab. Er studierte zunächst an der Universität Göttingen Rechts- und Staatswissenschaften, musste aber zum Reichsarbeitsdienst und wurde von der Wehrmacht eingezogen. Zuletzt war er Oberleutnant der Reserve, er wurde schwer verwundet.
Nach dem Zweiten Weltkrieg setzte Seidel 1945 das Studium in Göttingen fort und trat im folgenden Jahr der SPD bei. Er schloss 1949 das 1. juristische Staatsexamen ab und arbeitete in der Planung und Leitung der Wirtschaft in der Deutschen Demokratischen Republik (DDR). 1959 flüchtete er nach West-Berlin und promovierte ein Jahr später als Dr. jur. Seidel studierte anschließend an der Hochschule für Verwaltungswissenschaften Speyer und legte 1964 das 2. juristische Staatsexamen ab. Bereits bei der Berliner Wahl 1963 wurde er in die Bezirksverordnetenversammlung (BVV) im Bezirk Charlottenburg gewählt, doch da er eine Stelle im Rechtsamt des Bezirksamts Charlottenburg erhielt, schied er im September 1964 aus der BVV aus. Im Februar 1965 rückte er in das Abgeordnetenhaus von Berlin nach, da Gottfried Wurche zum Bezirksstadtrat für Bau- und Wohnungswesen im Bezirk Tiergarten gewählt wurde. Seidel schied im März 1967 aus dem Parlament aus.